# 明谢贝格装甲师
明谢贝格裝甲師（德語：Panzer-Division Müncheberg）是第二次世界大戰期間德國陸軍在東部戰線最後成立的裝甲師。

## 历史

### 明谢贝格裝甲旅
1945年2月初，戰爭已經來到德國邊境，在柏林以東塞洛高地地區的明谢贝格成立了一個應急戰鬥群：明谢贝格裝甲旅，由柏林地區的軍事學校及後備部隊所動員而成。編成之後先派赴奧得河戰線充當應急部隊，之後才在明谢贝格繼續編成。1945年3月5日，該旅奉命改編為明谢贝格裝甲師戰鬥群。

### 庫默斯多夫戰車營
1945年2月初，庫默斯多夫兵器試驗場，庫默斯多夫戰車教導及試驗所（Panzerlehr und Versuchsgruppe Kummersdorf）及于特博格砲兵學校改編成庫默斯多夫戰車營奉命加入新成立的「于特博格裝甲師」，總共組成兩個戰車教導連，在2月25日所呈報的戰車數包括四輛虎王戰車，一輛虎式戰車和一輛獵虎戰車，另有五輛虎式戰車預計由整備單位移交。1945年3月14日，庫默斯多夫戰車營奉命加入新成立的明谢贝格裝甲師戰鬥群。

### 第103裝甲旅
1945年1月，科堡特殊用途戰車團團部（Panzer-Regiment Stab z.b.V. Coburg）被編入第103裝甲旅並在薩甘（Sagan）地區獲得戰車，重裝備及步兵裝甲車的補充，之後在1月26日轉戰奧得河戰線。1945年3月，第29戰車團第一營被編入第103裝甲旅，在3月5日該旅撤出劳班戰區到柏林以東的奧得河戰線，在換防之前該旅移交所有戰車給其他部隊。1945年3月6日，該旅旅部改編為明谢贝格裝甲師師部，第103旅就此解散。其旅長维尔纳·穆默特（Werner Mummert）備役上校也昇任明谢贝格裝甲師師長。

### 編成
1945年3月6日，由原第103裝甲旅旅部及所屬直轄部隊的加入而編成了明谢贝格裝甲師戰鬥群，其編成一直持續到4月中。其中師部及所屬直轄部隊是由原第103裝甲旅旅部及所屬直轄部隊所改編。1945年3月14日，科堡特殊用途戰車團團部，第29戰車團第一營和庫默斯多夫戰車營共同編成了明谢贝格戰車營。總共編成營部和三個連：第一連為四號戰車連，第二連為豹式戰車連，庫默斯多夫戰車營第三連直接改編為第三連（虎式戰車連）。明谢贝格裝甲砲兵團則由原明谢贝格摩托化砲兵營（在二、三月間由第一砲兵學校所改編）為基礎，在4月中另獲得兩個輕摩托化榴砲營，一個摩托化加農砲營及團部所擴編而成。其餘如裝甲通訊加強連，裝甲獵兵加強連及裝甲工兵加強連等都是在4月初由原第103裝甲旅殘部，柏林地區後備及教導部隊等改編而成，而軍官及士官則是由柏林地區的軍醫院及休養機構所招幕來的。其主戰部隊如下： 
- 師部：原第103裝甲旅旅部
- 明谢贝格戰車營：三個連
- 明谢贝格裝甲擲彈兵團：三個營及團部直屬連隊，半摩托化
- 明谢贝格裝甲砲兵團：團部及四到五個輕榴砲連
- 明谢贝格裝甲偵搜加強連：摩托化，摩托化偵搜連加一個裝甲偵搜排及一個裝甲化裝甲擲彈兵排
- 明谢贝格裝甲獵兵加強連：摩托化7.5公分戰防砲排及十輛四號驅逐戰車
- 明谢贝格裝甲工兵加強連：摩托化，五個摩托化工兵排及一個裝甲化重裝備排
- 明谢贝格防砲加強連：自走化及摩托化混編防砲連

指揮官：维尔纳·穆默特備役上校

### 最後的坦克決戰
1945年3月17日至27日間，該師在第39裝甲軍轄下對屈斯特林守軍展開救援作戰。3月20日至21日該師奉命在屈斯特林-柏林公路上佈防，明谢贝格戰車營營長霍斯特·措贝尔（Horst Zobel）上尉提出計畫，要部隊集中，並佈防在視野良好的地點。但是因為要鼓舞步兵的士氣，該營二連的第一排突擊砲被派去支援步兵。二連本身剩下大約一個排在戈尔加斯特（Gorgast）向南佈防。第一連在旧图赫班德，三連和營部在戈尔措。營長措贝尔上尉親自到後兩個地點偵查，並要部隊做好掩護，務必從正面和空中都要看不出來。
1945年3月22日一大早，紅軍由屈斯特林橋頭堡躍出，負責主攻的有兩支部隊：第8親衛軍第4親衛步兵軍團下轄的第47和第57親衛步兵師。第47親衛步兵師面對國道，第57親衛步兵師面對旧图赫班德，紅軍開始90分鐘的砲擊，第三連和營部所在的村落彈如雨下，成員棲身的房屋多半被炸燬，所幸人員沒有傷亡。戰車也只有一輛輕微受損，但還可以戰鬥。乘員在彈幕過後奔向戰車，部隊到村落出口便發現數百公尺外有紅軍戰車列隊前進中，跟營長在一起的某少尉指揮的豹式戰車立刻開火，擊毀前兩輛戰車。其餘的紅軍戰車四竄，混亂中又被擊毀數輛。紅軍的IS2戰車停在遠處，離德軍戰車一段距離但是雙方都沒有接近，留下燃燒的俄軍戰車在中間。不久右翼的德軍步兵開始後撤，措贝尔上尉立刻組織部隊前去一探，步兵叫道“敵軍戰車來了！”雖然他們手上配著鐵拳戰防火箭砲，但是還是有戰車恐懼症。德軍戰車緩緩向紅軍戰車接近，第三連連長開著虎式戰車突然衝出去，打爆領頭的T34戰車，紅軍戰車接著又開始四散奔逃，多數都被擊毀。德軍戰車部隊沒多大傷亡，但是步兵受到紅軍的砲擊而傷亡相當嚴重。措贝尔上尉本來想利戰果向前進聯絡失聯的二連，但是師部下令嚴守該地，因此只能作罷。
當天中午，紅軍第47親衛步兵師和北邊的第295步兵師就已經攻抵戈尔加斯特北方並會師，明谢贝格戰車營第二連並沒有守住戈尔加斯特。措贝尔上尉的部隊在戈尔措東北方約一公里不到的一個果園設置半圓形的防禦陣地，守住一百五十公尺外的一座橋樑，如果該橋樑失陷，全師就有被側翼包圍的危險。副營長指揮的豹式戰車守住東邊，營長和三連的五輛虎式戰車守住北邊，傍晚時分紅軍戰車再度來襲，副營長的豹式戰車擊退8-10輛紅軍戰車的攻擊，事後營長才發現該戰車砲塔已經卡住，還好情況沒變得更糟。
當天晚上紅軍到達戈尔措和旧图赫班德東邊兩公里的地方，這時德軍第25裝甲擲彈兵師從預備隊釋出，成功奪回戈尔措火車站，預計繼續向屈斯特林反擊，但是不久便踏上紅軍雷區而動彈不得。深夜有大約200名步兵後退回來，被營補給車隊攔下來，這200名步兵乃充任掩護戰車的任務。當天該營宣稱擊毀59輛紅軍戰車，包括IS2重戰車在內，己方只有兩員受傷，車量微損。 

### 救援屈斯特林
1945年3月23日一大早，紅軍又開始猛烈的砲擊。砲擊之準確使得戰車部隊必須放棄該果園，但是還是在橋附近佈防。雖然戰車兵沒有傷亡，但是前一晚那200名步兵傷亡得只剩一名少尉和六名士兵。到了下午，砲擊稍歇，措贝尔上尉收到師部的命令要他頒發前一天作戰的勳章，他立刻召來各連排指揮官頒發勳章，一來鼓舞士氣，二來怕太晚，事後追贈根本沒有意義。但是這一輕微舉動也引來紅軍的反應，立刻砲擊。在授勳的時候，紅軍的砲彈也開始落在附近，於是草草結束。傍晚又擊退幾次紅軍戰車的攻擊。 
1945年3月24日，該營奉命撤出當地，由其他單位接手防務。措贝尔上尉回到師部，師部情報官告訴他截獲兩段紅軍無線電通訊，第一段是面對措贝尔上尉當面的紅軍指揮官被責難沒拿下那座橋，第二段是該指揮官說他們發現果園裡面有8輛掘藏的虎王戰車，不可能攻克。其實果園裡只有五輛虎式戰車，而且沒有掘藏。措贝尔上尉的部隊在兩天的戰鬥中，除去二連的第一排不算，只兩人受傷。但是第一排後來聽步兵說被屈斯特林的部隊納入指揮，隨後被消滅。
1945年3月27日，希特勒訓令第9軍向奧得河西岸之紅軍橋頭堡展開反擊以解救屈斯特林之守軍，第9軍以明谢贝格裝甲師為主力，以第20裝甲擲彈兵師，第25裝甲擲彈兵師及元首擲彈兵師一同投入救援作戰。該師以突擊砲支援明谢贝格裝甲擲彈兵團第2營由國道向屈斯特林方向前進，在進擊3公里後遇到紅軍第八親衛軍的頑強抵抗，損失11輛步兵裝甲車，三輛豹式戰車及五輛突擊砲，救援作戰以失敗收場。

### 柏林之戰

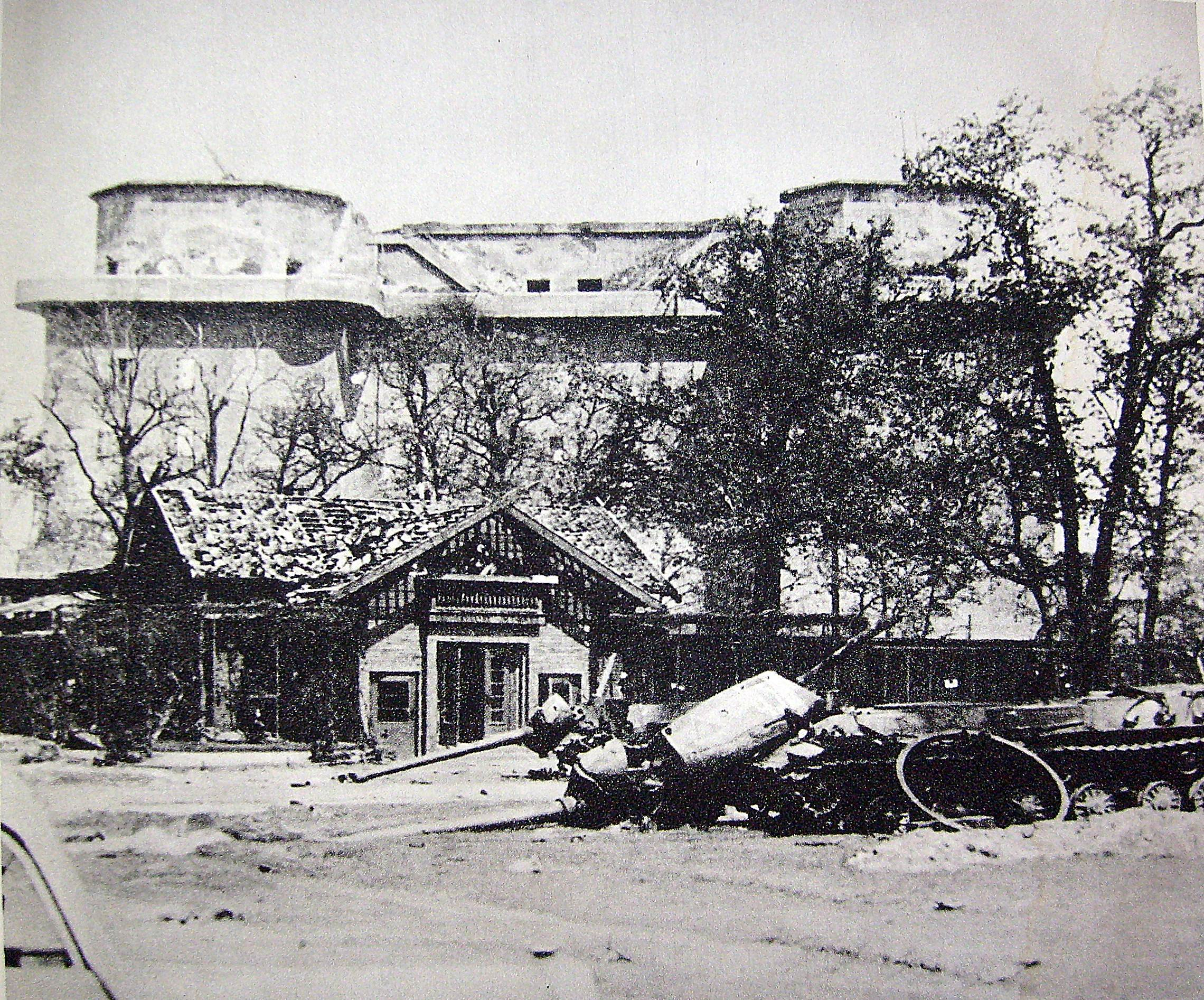
戰鬥後的柏林動物園

1945年4月16日，施勞弗高地，紅軍發動對柏林的大攻勢。4月16日至4月17日間該師在塞洛高地進行防禦戰，之後退至明谢贝格周邊，固守哈登贝格防線，在經過慘重損失後經由特雷普托附近的米格爾湖退入柏林東南郊區，在4月24日及25日間到達滕珀尔霍夫機場。柏林本身的防務劃為十個防區，分別是A到H防區及第九防區，每一個防區都有專屬的部隊及民兵協防。4月26日夜間該師殘存的戰鬥群被紅軍擊退進入市區東邊的AB防區，在動物園至帝國運動場防線進行市街戰直到4月30日。1945年5月1日殘存的戰鬥群進入地下鐵建立指揮所，同時在柏林動物園碉堡區防空砲塔，帝國運動場及動物園進行最後的防禦戰。該師最後一輛虎式戰車在勃兰登堡門前數百公尺被紅軍擊毀，乘員逃生繼續作戰。5月1日，紅軍的旗幟插上了國會大廈。5月2日，包括戰車營營長措贝尔上尉在內的少數人在施潘道以西的施塔肯（Staaken）突圍度過哈弗爾河橋，到達波茨坦南邊，加入在贝利茨地區由溫克將軍所指揮的第12集团军，這些突圍的部隊在唐格明德向美軍投降。5月8日德國投降，該師殘餘部隊在柏林為紅軍所俘。 

## 延伸阅读
- Peter Gosztony (Hrsg.): Der Kampf um Berlin in Augenzeugenberichten, Deutscher Taschenbuch Verlag, München 1985. Erstausgabe: Karl Rauch Verlag, Düsseldorf 1970. ISBN 3-423-02718-5.
- Hans-Joachim Eilhardt: Frühjahr 1945: Kampf um Berlin und Flucht in den Westen. Helios Verlag, Aachen 2003, ISBN 3-933608-76-7.
- Jürgen Thorwald: Das Ende an der Elbe. Bertelsmann Lesering, Gütersloh 1959. Darin: Tagebuchaufzeichnungen Walter Kroemer-Pecoroni, Zweibrücken.
- Tony LeTessier: Der Kampf um Berlin 1945. Von den Seelower Höhen zur Reichskanzlei. Ullstein, Berlin / Frankfurt am Main 1991, ISBN 3-550-07801-3.
- Tony LeTessier: Durchbruch an der Oder. Der Vormarsch der Roten Armee 1945. Berlin / Frankfurt am Main 1995, ISBN 3-550-07072-1.
- Hein Johannsen: Werner Mummert. Das Leben eines sächsischen Offiziers. Libergraphix, Gröditz 2012, ISBN 978-3-95429-001-7.
- Bernd Krömer: "Vor 60 Jahren – Berlin fällt", Tagebuch Walter Kroemer, Ordonnanzoffizier in der Pz.Div. Müncheberg, Monatszeitschrift "Kameraden", April 2006